# 谷松浩之
谷松 浩之（たにまつ ひろゆき、1960年5月16日 - ）は、熊本県八代市出身の元プロ野球選手（外野手）。

## 来歴・人物
PL学園高時代は、外野手（主に中堅手）のレギュラーを獲得。3年次夏の選手権に出場し優勝に貢献。高校同期には、西田真二、木戸克彦、金石昭人がいる。
1978年のプロ野球ドラフト会議でヤクルトスワローズから4位指名を受け入団。
一軍出場は無いまま、1983年限りで現役を引退。
2011年から地元八代市にあるリトルシニアチームのコーチを務め、2013年には監督を務めている。

## 詳細情報

### 年度別打撃成績
- 一軍公式戦出場なし

### 背番号
- 53 （1979年 - 1983年）